# Секстан (шхуна, 1859)
«Секстан» — двухмачтовая парусно-винтовая шхуна, последовательно входившая в состав Балтийского флота Российской империи, эстонских военно-морских сил и Балтийского флота СССР. Одна из четырёх шхун типа «Бакан», участник Первой и Второй мировых войн.

## Описание судна
Парусно-винтовая двухмачтовая шхуна с железным корпусом, одна из четырёх шхун типа «Бакан». Водоизмещение шхуны по сведениям из различных источников составляло от 251 до 284 тонн, длина — 39,63 до 40,5 метра, ширина с обшивкой — 6—6,1 метра, а осадка — 2,6 метра. На судне была установлена паровая машина мощностью 40 номинальных (90—120 индикаторных) лошадиных сил. Дальность плавания шхуны при средней скорости в 7 узлов составляла до 800 миль, максимальная скорость судна могла достигать 12 узлов.
Во время службы судна транспортом в составе Российского императорского флота, его вооружение состояло из одного 7,62 миллиметрового пулемета, а экипаж судна составляли 23 человека.

## История службы
Шхуна «Секстан» была заложена в Англии 28 ноября (10 декабря) 1858 года и после спуска на воду 21 апреля (3 мая) 1859 года вошла в состав Балтийского флота России.

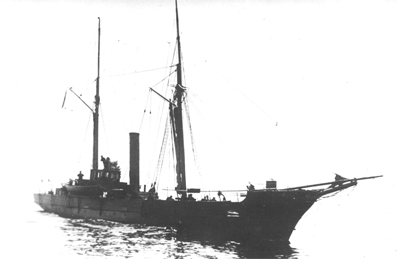
Шхуна «Секстан»

С 1860 по 1862 год выходила в плавания в Финский залив и Балтийское море. В кампанию 1861 года на шхуне проводилась опись и промеры в Балтийском море. При этом в кампанию этого года командир шхуны капитан-лейтенант Я. С. Бодде был награждён орденом Святого Станислава II степени, а 17 (29) апреля 1862 года получил очередное звание капитана 2-го ранга.
С 1864 по 1866 год на шхуне выполнялись гидрографические работы в Финском и Рижском заливах. В кампанию 1866 года также выходила в плавания в Балтийское море. В кампании с 1867 по 1875 год выходила в плавания в Балтийское море и Финский залив.
В 1870 году в составе отряда под командованием вице-адмирала К. Н. Посьета, ширина с обшивкой — 6,1 метра также принимала участие в плаваниях в США, Японию, Китай, остров Мадагаскар и к Новой Земле, где впервые был поднят российский флаг. Отряд выполнял гидрографические работы в прибрежных водах Мурмана и Новой Земли, в том числе в Екатерининской гавани. В экспедиции принимал участие великий князь Алексей Александрович, профессор Н. Я. Данилевский, академик А. Ф. Миддендорф, натуралист Ф. Ф. Яржинский, а также губернатор Архангельска Н. А. Качалов и промышленник М. К. Сидоров. По окончании плавания шхуна вернулась в Ревель. Командир шхуны капитан-лейтенант Ф. Б. Шульц в кампанию этого года был произведён в капитаны 2-го ранга и награждён орденом Святого Владимира IV степени с бантом за выслугу 25 лет в офицерских чинах.
В кампании с 1872 по 1874 год находилась в распоряжении директора маяков и лоции Балтийского моря и совершала плавания в Финском заливе.
В кампанию 1875 года находилась в плаваниях в Финском заливе.
В кампанию 1876 года шхуна находилась в составе ревельского флотского полуэкипажа и выходила в плавания в Финский залив.
В кампанию 1877 года выходила в плавание в Балтийское море, Финский и Рижский заливы.
В кампанию 1878 года выходила в плавание в Финский залив и Балтийское море.
В кампании 1880 и 1881 годов совершала плавания по Балтийскому морю и его заливам.
В кампании 1887 и 1888 годов также выходив в плавания в Балтийское море, Финский и Рижский заливы.
В кампанию 1890 года выходила в плавание Балтийское море и его заливы.
В кампанию 1891 года выходила в плавание Финский и Рижский заливы.
1 (13) февраля 1892 года шхуна была переквалифицирована в транспорт с тем же названием. В 1894 году транспорт совершал плавания в Балтийском море и его заливах.
В кампанию 1899 года выходила в плавание Финский и Рижский заливы.
В 1910 году «Секстан» подвергся капитальному ремонту. С 16 (29) июля 1915 года транспорт был переквалифицирован в гидрографическое судно.
В феврале 1918 года судно было оставлено в Ревеле, где захвачено немецкими войсками, продавшими его Эстонии. С 11 ноября того же года под тем же именем несло службу в составе эстоноского флота.
C 6 августа 1940 года находился в составе Балтийского флота СССР. Принимал участие в Великой Отечественной войне в качестве судна обеспечения флота.
Шхуна разобрана на металл в начале 1950-х годов.

## Командиры
Командирами парусно-винтовой шхуны «Секстан» в составе Российского императорского флота в разное время служили:
- капитан-лейтенант, а с 17 (29) апреля 1862 года капитан 2-го ранга Я. С. Бодде (с 21 июня (3 июля) 1859 года по 1862 год)[5][33];
- капитан-лейтенант, с 1 (13) января 1870 года капитан 2-го ранга, а с 8 (20) апреля 1873 года капитан 1-го ранга Ф. Б. Шульц (с 1863 года по 26 октября (7 ноября) 1874 года)[34];
- капитан 1-го ранга А. Ф. Худынцов (с 26 октября (7 ноября) 1874 года по 1876 год)[35][36];
- капитан-лейтенант Н. А. Неелов (с 15 (27) мая 1876 года)[22];
- капитан 2-го ранга Кардо-Сысоев (с 7 (19) апреля до 11 (23) октября 1885 года)[37];
- лейтенант Н. В. Ершов (с 21 октября (2 ноября) 1889 года до 30 декабря 1889 (11 января 1890) года)[38];
- капитан 2-го ранга А. С. Загорянский-Кисель (с 18 (30) ноября 1889 года до 1891 года)[39];
- лейтенант А. Н. Стратанович (с 9 (21) марта до 15 (27) марта 1892 года)[40];
- капитан 2-го ранга Э. Н. Щенснович (1892—1893 годы)[41]
- капитан 2-го ранга В. П. Ромашко (1894 год)[42];
- капитан-лейтенант Л. И. Комаров (1894—1895 годы)[43];
- капитан 2-го ранга Н. К. Чернышёв (с 9 (21) декабря 1899 года до 1900 года)[44];
- капитан 2-го ранга И. Ф. Шмидт (1901—1902 годы)[45].